# Zbigniew Andres
Zbigniew Andres (* 12. Dezember 1934 in Kurzyna Mała) ist ein polnischer Literaturhistoriker und Literaturkritiker, der sich hauptsächlich mit der polnischen Literatur des 20. Jahrhunderts und insbesondere mit Vertretern der Bauernliteratur (Nurt chłopski) wie Stanisław Czernik und Kazimierz Wierzyński beschäftigt. Er war Professor an der Universität Rzeszów.

## Leben
Während der Deutschen Besetzung Polens und in den ersten Nachkriegsjahren besuchte Andres die Grundschule in Kurzyna Średnia und danach das Gymnasium in Ulanów, wo er 1952 das Abitur ablegte. Nach einer kurzen Tätigkeit im Elektrizitätswerk und in der Hütte in Stalowa Wola, nahm er 1953 ein Studium der Polonistik an der Katholischen Universität Lublin auf, das er jedoch aufgrund eines Unfalls unterbrechen musste.
1954 erlangte Andres im Państwowy Kurs Nauczycielski in Przemyśl die Lehrbefähigung für die Grundschule. Von 1954 bis 1960 arbeitete er an mehreren Grundschulen und übernahm 1960 bis 1968 die Leitung der Grundschule in Wólka Niedźwiedzka (Gemeinde Sokołów Małopolski). 1962 heiratete er die Mathematiklehrerin Maria Surowiec. 1963 erhielt er eine Empfehlung für ein Studium an der Pädagogischen Hochschule in Krakau. 1968 erreichte er den Magister in Polnischer Philologie an der Pädagogischen Hochschule in Rzeszów. Von 1968 bis 1975 arbeitete er als Polnischlehrer am Gymnasium in Leżajsk.
1975 promovierte Andres mit der Schrift O prawdziwy obraz wsi. Z polemik literackich dwudziestolecia międzywojennego an der Jagiellonen-Universität in Krakau und arbeitete anschließend an der Pädagogischen Hochschule in Rzeszów. Von 1977 bis 1985 leitete er das Institut für Polnische Literatur des 20. Jahrhunderts und Literaturtheorie. 1985 habilitierte er mit der Schrift Faktografia i mity. Proza pisarzy o rodowodzie chłopskim lat 1918–1939 an der Pädagogischen Hochschule in Rzeszów, wo er ab 1986 dozierte und ab 1990 eine Professur innehatte. 1995 leitete er erneut das Institut für Polnische Literatur des 20. Jahrhunderts und wurde 1999 Direktor des Instituts für Polnische Philologie. 2000 wurde er ordentlicher Professor. 2004 emeritierte Andres, leitete jedoch weiterhin Seminare.
Er lebt in Rzeszów.

## Publikationen
- O prawdziwy obraz wsi. Z polemik literackich dwudziestolecia międzywojennego, 1977 (Dissertationsschrift)
- Faktografia i mity. Proza pisarzy o rodowodzie chłopskim lat 1918–1939, 1984 (Habilitationsschrift)
- Stanisław Czernik – autentystyczny rodowód twórczości, 1990
- Kreator utopii i realista. O życiu i twórczości literackiej Jana Wiktora, 1991
- Kazimierz Wierzyński. Szkice o twórczości literackiej, 1997
- Przestrzeń egzystencji. Szkice o twórczości poetów emigracyjnych, 2003
- Rewizje wartości. Szkice o literaturze polskiej XX wieku, 2007

## Auszeichnungen
- 1980 Odznaka Zasłużony Działacz Kultury
- 1987 Krzyż Kawalerski
- 2004 Krzyż Oficerski
- 2000 Orden Polonia Restituta
- 2000 Medal Komisji Edukacji Narodowej